# Sally Hayden
Pour les articles homonymes, voir Hayden.
Sally Hayden, née en 1989, est une journaliste et écrivaine irlandaise. Elle est l'auteure de My Fourth Time, We Drowned, une enquête sur la crise des migrants publiée en 2022.

## Biographie
Sally Hayden est spécialisée des sociétés africaines dans un contexte de migrations.
Elle est titulaire d'une maîtrise en relations internationales du Trinity College de Dublin.

## My Fourth Time, We Drowned
Sally Hayden montre notamment dans ce livre comment certains accords entre pays du Nord et pays d'où partent les migrants, sous couvert d'une meilleure gestion des flux, peuvent nuire à certains droits humains.
Ce livre reçoit en 2022 le prix du meilleur roman inspiré de faits réels de l'année (An Post Irish Book Awards 2022).